# Праймериз
Пра́ймериз (англ. primaries — попередні) або передви́бори, — тип голосування, в якому обирається один кандидат від партії. Між обраними кандидатами Потім відбувається звичайне голосування за обраними кандидатами. Сенс передви́борів «праймериз» полягає в тому, щоб кандидати від однієї партії не відбирали один в одного голоси на основних виборах, оскільки їх електорат, як правило, близький. Час від часу ті, хто програє на праймериз, все ж таки вирішують узяти участь у виборах, але як незалежні кандидати, без підтримки партії.
Праймериз особливо часто використовуються в США. У 1968 році Г'юберт Гамфрі балотувався в президенти (замість Джонсона, який не побажав балотуватися знову), але з невеликим розривом поступився Річардові Ніксону. Г'юберт Гамфрі виграв номінацію від Демократичної партії, не беручи участі в жодному з 14 державних праймеріз.
Попередні вибори проводять також у Великій Британії, Ізраїлі, Іспанії, з 2005 року — в Італії, з 2006 — у Франції.

## США
Уперше були застосовані в США у XIX столітті. Запроваджені, аби обмежити вплив партійних босів, представників великого бізнесу, членів Конгресу, губернаторів та інших посадових осіб на формування виборчих списків. Ця процедура мала стати також інструментом відсіювання явних аутсайдерів, посилення ротації посадових осіб та лояльності виборців. Сьогодні в США праймериз поширюється буквально на всі виборні посади в законодавчій та виконавчій владах на федеральному, регіональному й місцевому рівнях. У країні за допомогою праймериз обирають близько 500 тис. посад, із яких на федеральному рівні лише 542: президент, віцепрезидент, 100 сенаторів і 435 членів Палати представників, 5 територіальних делегатів. Проведення праймериз передбачено Конституцією, а процедура регулюється законодавством кожного штату, а також внутрішньопартійними правилами і сформованими традиціями. Проводять перегони місцеві виборчі органи (аналог територіальних виборчих комісій в Україні). Утім, вони мають право відмовитися від опитування (наприклад, із огляду на недостатнє фінансування) й повністю покласти цю відповідальність на партії. Кандидати залежать від «спонсорів» — переважну більшість переможців праймериз у США становлять ті, хто був успішнішим у залученні добровільних внесків у процесі збору грошей для праймериз. Відповідно до правил, партії мають право на власний розсуд виключити зі своїх лав (а отже, і з попереднього списку) будь-якого кандидата, де-факто ветуючи його кандидатуру та позбавляючи своєї підтримки. Однак за кандидатами завжди залишається право оскаржити таке рішення в суді.

## Ізраїль
В Ізраїлі праймериз запровадили на початку 1990-х років і використовують для формування партійних списків лише на виборах до парламенту — Кнесету. Ці вибори відбуваються за пропорційною системою. Список, сформований за підсумками праймериз, має дві категорії кандидатів: до першої входять переможці загальнонаціонального округу — від 10 до 20 найпопулярніших політиків («зірок» партії); до другої — переможці в регіонах країни. Спочатку проводять праймериз у загальнонаціональному окрузі, інші 40-50 позицій заповнюють за результатами в регіональних округах.

## Велика Британія
У Британії для обрання кандидатів у члени Британського парламенту від Лейбористської партії місцеві виконавчі партійні органи збирають заявки від членів партії, які ввійшли до ухваленого партією списку, й складають попередній список кандидатів. До нього автоматично потрапляють чинні депутати. Після голосування центральний виконавчий орган партії має право вето на кандидатуру переможця. Крім того, були випадки, коли центральний виконавчий орган партії вносив зміни до процедури голосування. На виборах мера Лондона в 1999—2000 роках, знаючи про існування сильного кандидата від лівого крила партії Кена Лівінгстона, керівництво лейбористів не ветувало його кандидатуру, а повернулося до системи виборів, яка існувала до 1993 року, тобто скликало колегію виборців. Унаслідок цих змін популярний серед низових партійців лівий кандидат не зміг стати кандидатом від партії.